# 顧邵
顧邵（184年—214年），字孝則，三国时吳郡吳县（今苏州）人。顧雍长子，顾承、顧譚之父。

## 生平
少年时与舅父陆绩齐名，胜过陆逊、张敦、卜静等人。在周边远近闻名。孙权许以孙策之長女為妻。周瑜病死之后去弔喪时，与全琮、陆绩一起拜访庞统，被庞统评价为“驽牛能负重致远”又说：“马虽然走得快但只能背负一人，牛能背负的，难道仅仅一个人吗？”
同一年，二十七岁的时候出仕，接替孫邻拜为豫章郡太守。顧劭有知人之能，提拔的平民张秉、殷礼后来都当了太守，吾粲升到太子少傅，而丁谞官至典军中郎。豫章太守在任的第五年逝世，享年三十一歲。

## 家親

### 父親
- 顧雍，字歎，三國時東吳第二任丞相，逝世後謚號肅侯。

### 從父
- 顧徽，字子歎，父親同胞弟。孫權統事，召署主簿轉東曹掾，拜輔義都尉。遙領巴東太守。
- 顧悌，字子通，父親同宗族人。少聰敏，以孝廉聞名。官拜郎中，領偏將軍。孫權將歿時，孫權對立嗣舉棋不定，曾向朱據陳述吳國立嗣問題的利弊。

### 從兄弟
- 顧濟，騎都尉，嗣侯。
- 顧裕，字季則，顧徽之子，顧雍之姪，少知名，位至鎮東將軍。

### 妻
- 陆氏，陆逊姐妹，生顾谭、顾承。
- 孫氏，继室，孫策之女。

### 兒子
- 顧譚，字子默，長子，太子四友之一，曾任太常。後被全琮誣陷而流放到交州。
- 顧承，字子直，次子，官至侍中。與顧譚一樣被全琮誣陷而流放到交州。

## 評價
- 龐統：「而顧邵則有資質駑鈍的牛能負重走遠路的能力。」
- 张岱《夜航船》：凤雏，人知有庞统，而不知有顾邵。

## 延伸阅读
[在维基数据编辑]
 《三國志·卷52》，出自陳壽《三國志》